# エルヴィン・アチェル
エルヴィン・アチェル（Ervin Acèl, 1935年6月3日 - 2006年8月24日）は、ルーマニアの指揮者。

## 経歴
1935年、ルーマニア・ティミショアラで生まれた。7歳でピアノを学び始め、1953年にチプリアン・ポルムベスク音楽院に入学して合唱指揮と音楽教育を学び、1958年に卒業。卒業後はクルジュ音楽院に移り、コンスタンティン・シルヴェストリ、アントニン・シオラン、アンタル・ローナイの各氏に指揮法を学んだ。
1960年に卒業した後、ボトシャニ交響楽団の常任指揮者の任に就いた。1963年、オラデア・フィルハーモニー管弦楽団の首席指揮者に転じ、1992年までその任に当たった。1981年から1983年まではイスタンブール歌劇場の指揮者も兼任した。1991年から1999年まで、セゲド交響楽団の首席指揮者を務めた後、オラデア・フィルハーモニー管弦楽団に首席指揮者として再任され、亡くなるまでその職を務めた。
教育者としては優れた指揮法の教師として知られており、1983年にはルーマニア国内で指揮法のマスター・クラスを開講した。1992年からはセゲド音楽院で指揮法を講じた。1997年からウィーン国立音楽大学で教鞭を執った。
2006年、ウィーンにて死去。